# Miremont (Haute-Garonne)
Miremont település Franciaországban, Haute-Garonne megyében. Lakosainak száma 2787 fő (2022. január 1.). Miremont Vernet, Auribail, Auterive, Beaumont-sur-Lèze, Grépiac, Lagardelle-sur-Lèze és Lagrâce-Dieu községekkel határos.

## Népesség
A település népességének változása:
| Lakosok száma | 811  | 1078 | 1217 | 1837 | 2278 | 2389 | 2494 | 2623 | 2687 | 2787 |
|               | 1968 | 1982 | 1990 | 2006 | 2013 | 2015 | 2017 | 2019 | 2020 | 2022 |